# Biniés
Biniés es una localidad española, situada en la Jacetania, provincia de Huesca, (Aragón). Hasta 1970 fue municipio propio y en esa fecha se constituyó el de Canal de Berdún, en el que está integrada junto con Martés, Berdún y Villarreal de la Canal.

## Situación
Se encuentra a la derecha de la carretera que parte de Berdún a la entrada del valle de Ansó, situado en una terraza, a 681 metros de altitud, al sur de la foz de Biniés, en la orilla izquierda del río Veral, que desemboca en el Aragón.

## Demografía
| Gráfica de evolución demográfica de Biniés entre 1842 y 1960 |
| |
| Población de derecho según los censos de población del INE Población de hecho según los censos de población del INEEntre el censo de 1970 y el anterior, este municipio desaparece porque se integra en el municipio Canal de Verdún |

- 1488. 16 fuegos (80 habitantes aproximadamente)
- 1510. 27 fuegos (135 habitantes aproximadamente)
- 1646. 20 fuegos (100 habitantes aproximadamente)
- 1717. 12 fuegos (60 habitantes aproximadamente)
- 1857. 381 habitantes
- 1900. 305 habitantes
- 1950. 300 habitantes
- 1970. 136 habitantes
- 2019. 35 habitantes[3]

## Toponimia
Aparece citado en la documentación histórica a partir de 893 como Biniés, Bininiesse, Biniessi, Biniese, Binue, Bimese, Benies, Uinies, Vinies y Veniesse.

## Historia
Su existencia como población está datada, al menos, desde 1042, cuando aparece bajo control feudal de un linaje nobiliario. En esas fechas los monasterios cercanos de San Juan de la Peña, San Pedro de Siresa y de San Martín de Cillas (desaparecido) tienen propiedades en el término de Biniés. En la Baja Edad Medida varias familias de infanzones residen en la localidad, que a partir de mediados del siglo XIV pasa a depender de los Urriés y Arbea, que se titulan barones de la Peña y señores de Biniés. Esta familia se mantendrá al frente de la localidad hasta el siglo XIX.
En el siglo XVII son frecuentes los conflictos con poblaciones, como Sallent, Panticosa y Tramacastilla, por los derechos que el señor de Biniés les exige por el paso de ganados por su territorio. 
Durante la Guerra de Sucesión, los señores de Biniés tomaron partido por el bando borbónico, minoritario en Aragón, y como consecuencia de ello fueron saqueadas sus posesiones en esta población y destruidas las fortalezas que poseían en el mismo Biniés, en Lara, así como el palacio que tenían en Ayerbe.
En la época de la Ilustración sobresale la figura de Pedro Vicente Jordán de Urriés y Pignatelli de Aragón, segundo marqués de Ayerbe y señor de Biniés. De esmerada educación, destacó como ilustrado, matemático, economista, traductor de obras sobre el arte militar, fue autor de discursos y ensayos para la mejora del bien público y benefactor de los desposeídos. Figura como socio fundador de la Real Sociedad Económica Aragonesa de Amigos del País, y de las correspondientes de Vascongadas y de Madrid. También participó en la creación de la Academia de Nobles y Bellas Artes de San Luis, con sede en Zaragoza. 

### SigloXIX

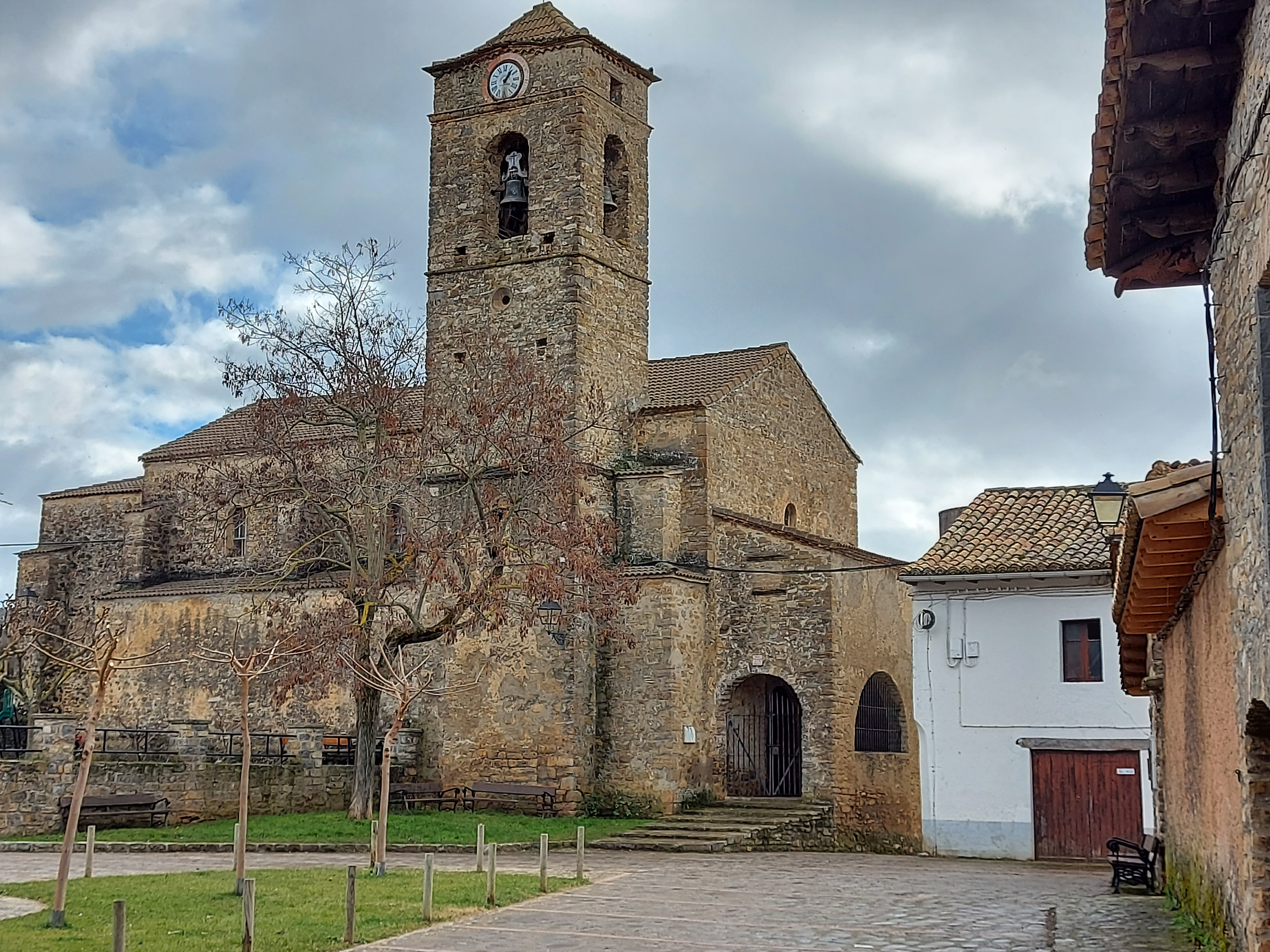
Parroquia de San Salvador

El Diccionario de Pascual Madoz describe  la población de Biniés, de la que señala que cuenta con 30 casas y 52 "almas". Asegura que goza de "buena ventilación, agradables vistas y clima saludable"; en cuanto a su medio natural, declara que "tiene algunos trozos destinados para huertas de hortalizas y legumbres, en la [zona] no cultivada se hallan bosques de árboles y maleza que proporcionan madera y leña para el consumo", y, por lo que se refiere a la producción, cultiva "trigo, cebada y vino, legumbres, hortalizas y alguna fruta; cría ganado lanar y caza de perdices, conejos y liebres."

## Patrimonio

### Prehistoria
Se conservan pinturas rupestres en la foz de Biniés, atribuidas a la Edad de Bronce.

### Parroquia de San Salvador

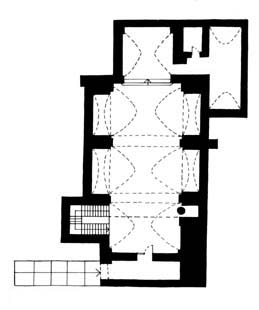
Plano de la parroquia de San Salvador

Hubo un templo románico, del que quedan restos arqueológicos que muestran que tenía una sola nave y ábside semicircular. 
El actual templo se construyó en 1755 bajo la dirección del maestro de obras Juan Bueno. Es de una sola nave, con tres tramos, bóveda de cañón con lunetos y dos arcos fajones que reposan sobre pilastras; la cabecera es más baja y estrecha que la nave y con testero recto; esta circunstancia se debería a que se respetó la altura de la que existía anteriormente. El coro elevado se encuentra al pie de la nave.
Cuenta con dos capillas laterales a cada lado de la nave. El acceso se sitúa al pie de la iglesia, en el muro oeste; se trata de una portada de corte clasicista, con arco de medio punto flanqueado por pilastras adornadas, al igual que las enjutas, con roleos. Le precede un pequeño pórtico con salida orientada al norte. La torre se levanta adosada al muro sur, tiene cuatro tramos y un vano en cada una de sus caras.

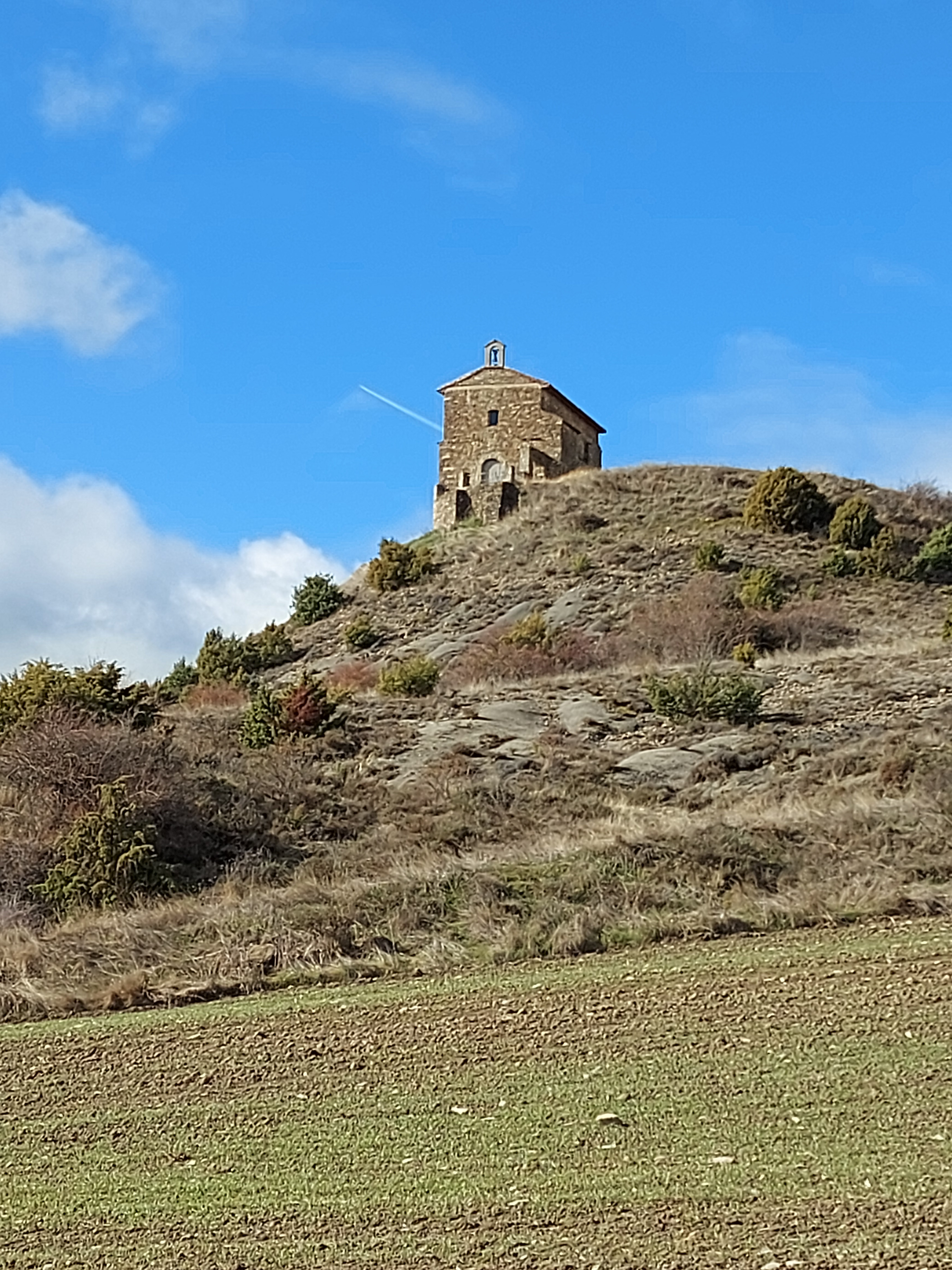
Ermita de Nuestra Señora del Pueyo

El retablo mayor es el siglo XVI, aunque fue modificado en el XVIII con la construcción del piso superior; está presidido por San Salvador, titular del templo, y flanqueado a su derecha por San Pedro y a su izquierda por San Braulio.

### Ermita de Nuestra Señora del Pueyo
Se encuentra en un altozano (poyo), a 600 metros al sur de la población. El edificio precedente debió de construirse en el siglo XVIII, era de una nave, con capillas laterales en los contrafuertes y bóveda de lunetos. En 1887 fue renovado en profundidad y en 1920 un incendio lo arruinó. Se reconstruyó con acierto en 1990.

### Castillo
De origen medieval, fue objeto de constantes reformas y ampliaciones, entre los siglos XI y XVI, que de fortaleza medieval lo transformaron en palacio señorial renacentista. Está restaurado con rigor y es propiedad particular.

## Fiestas locales
- Biniés celebra sus fiestas locales el 20 de enero, festividad de San Sebastián, el primitivo titular de la parroquia.
- Las fiestas menores tienen lugar el primer domingo de agosto.

## Galería de imágenes

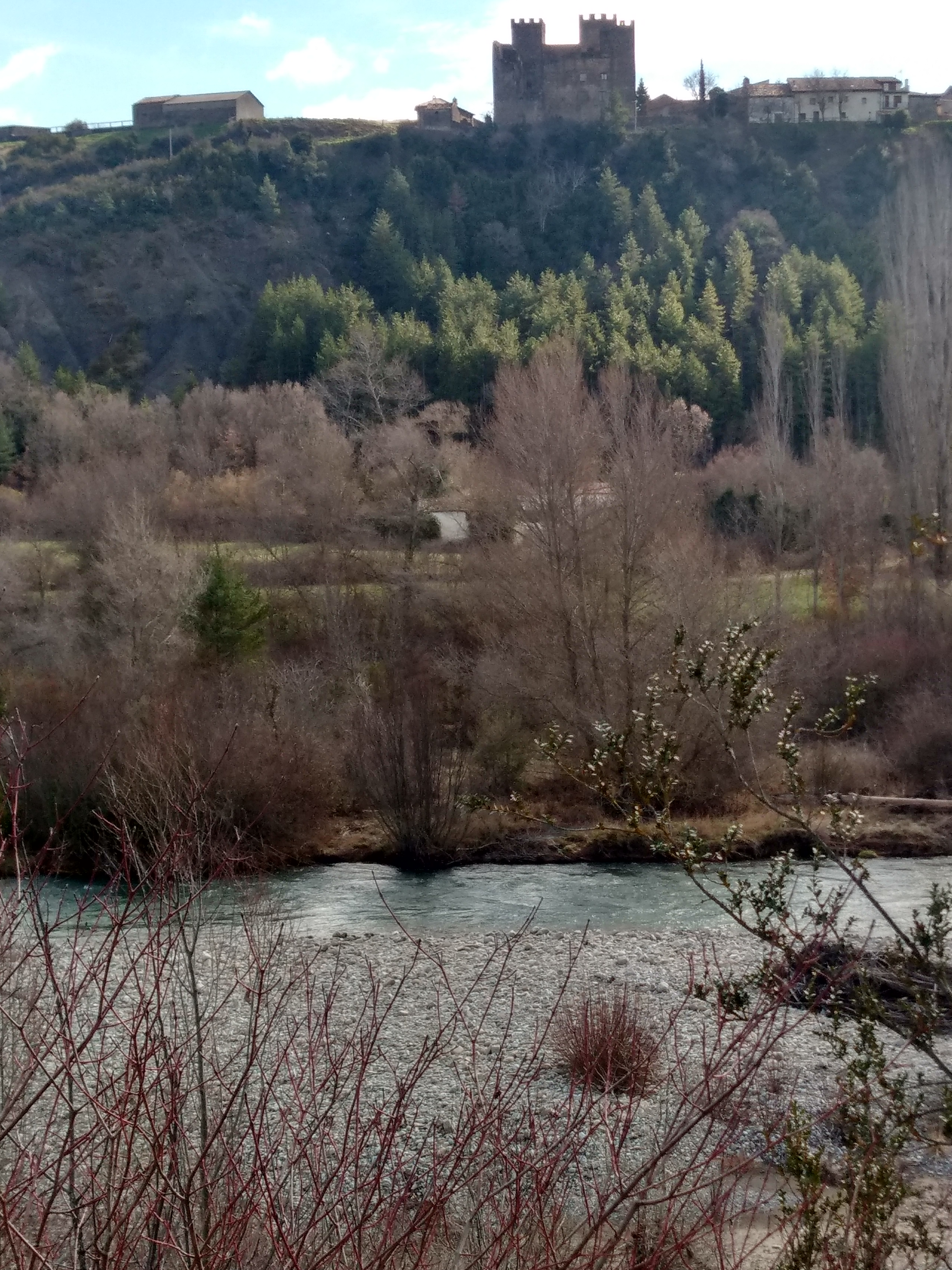
Vista desde el río Veral
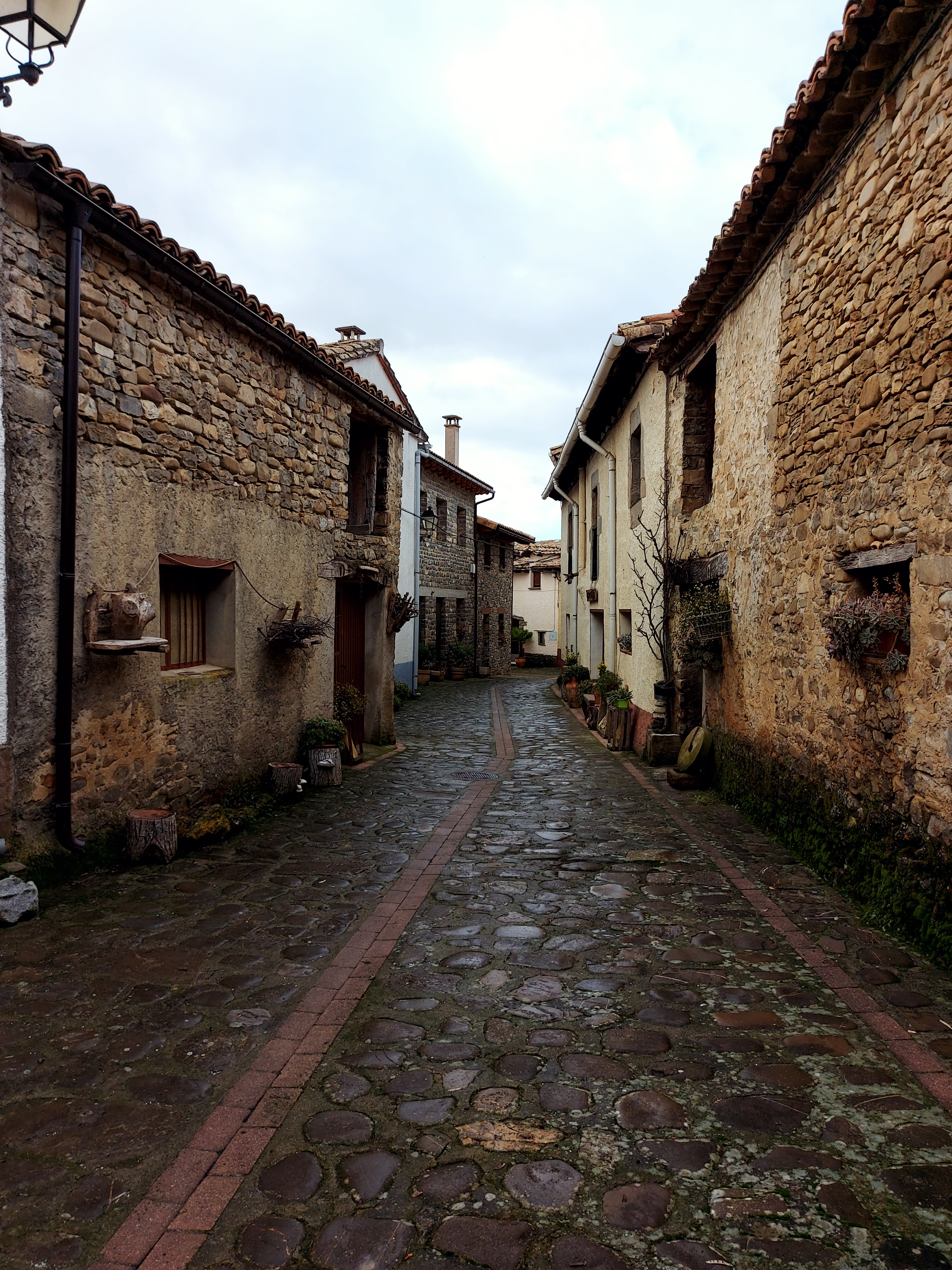
Arquitectura popular
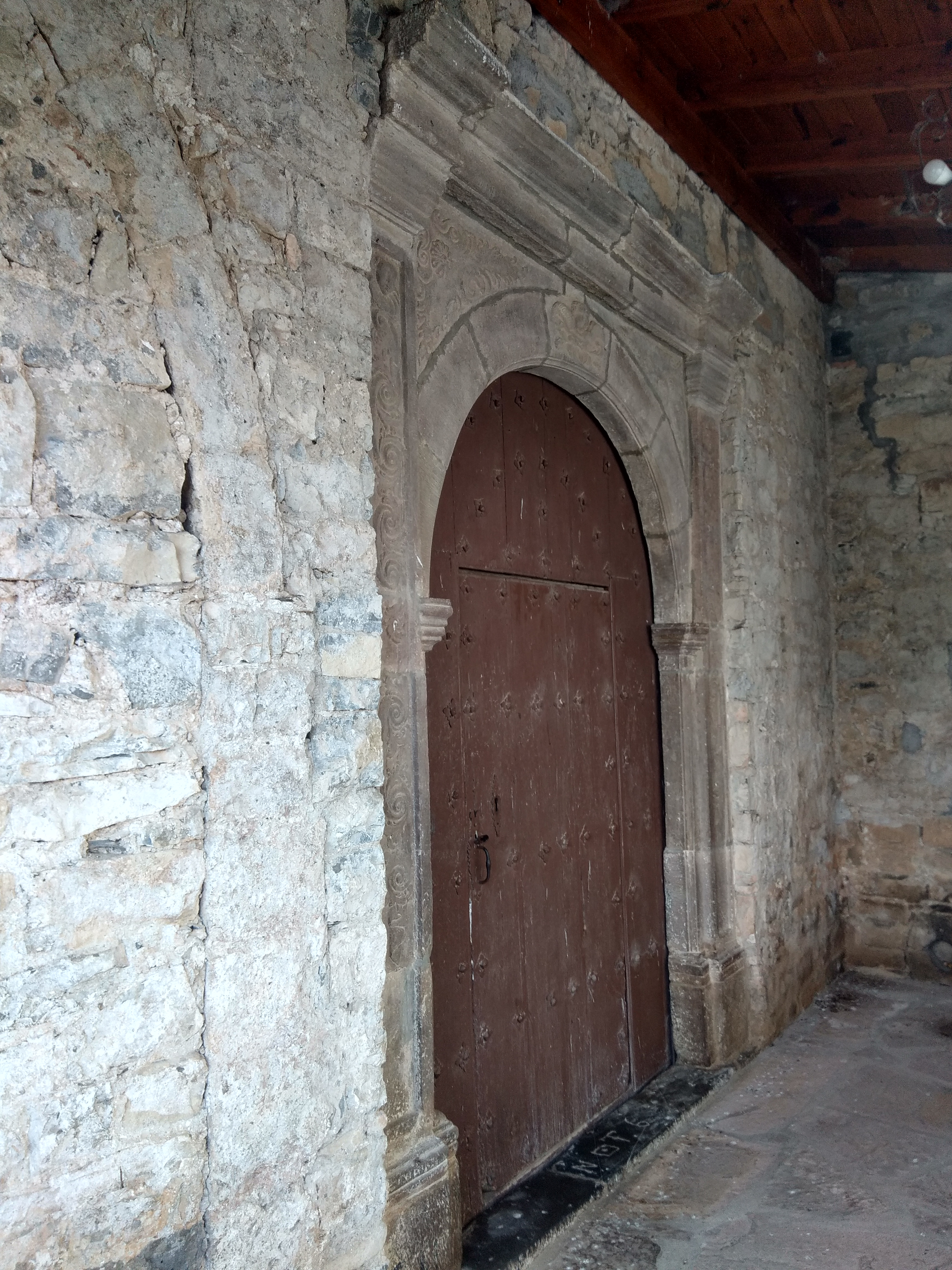
Portada de la parroquia (Siglo XVIII)
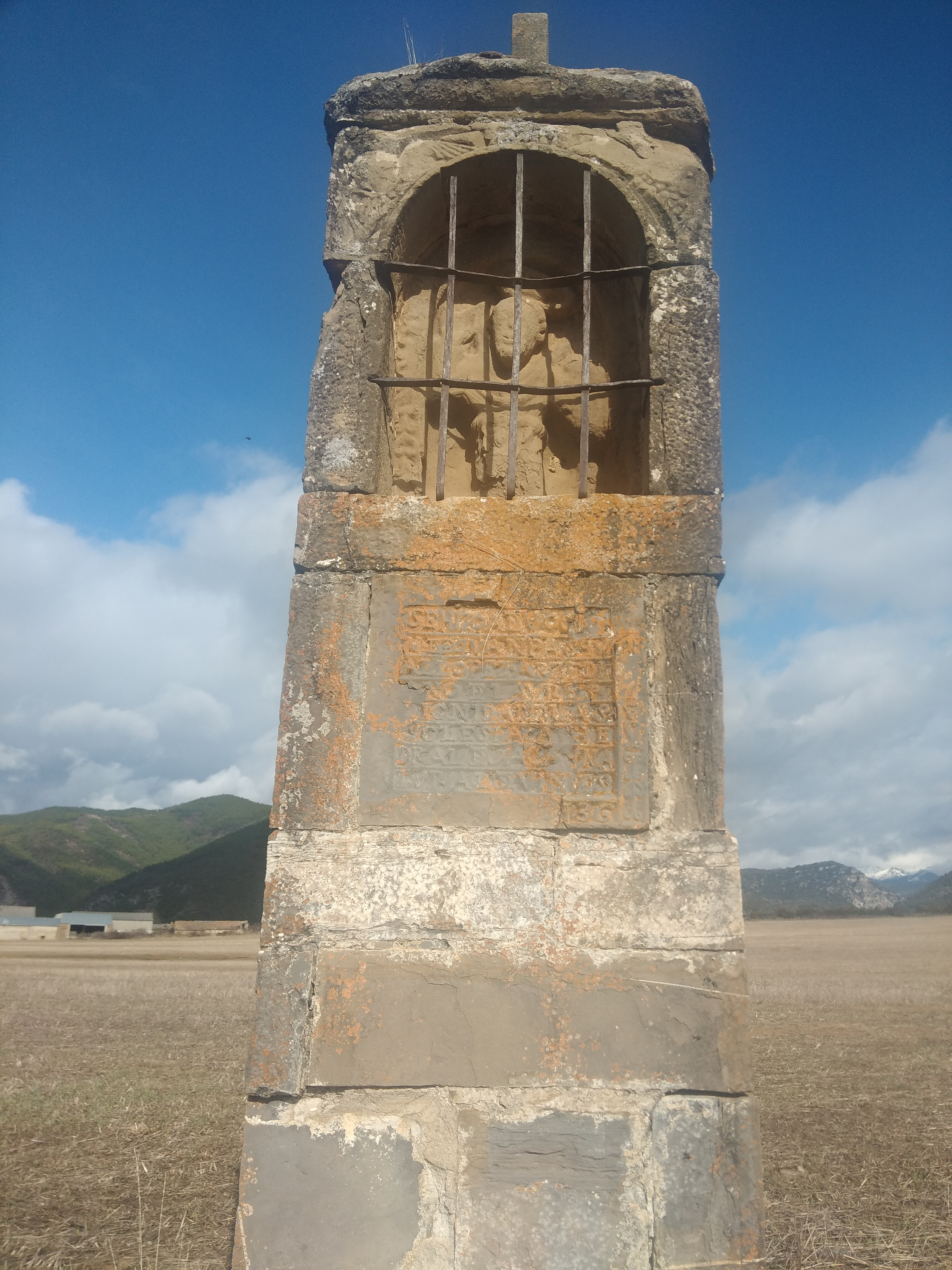
Crucero al sur de Biniés
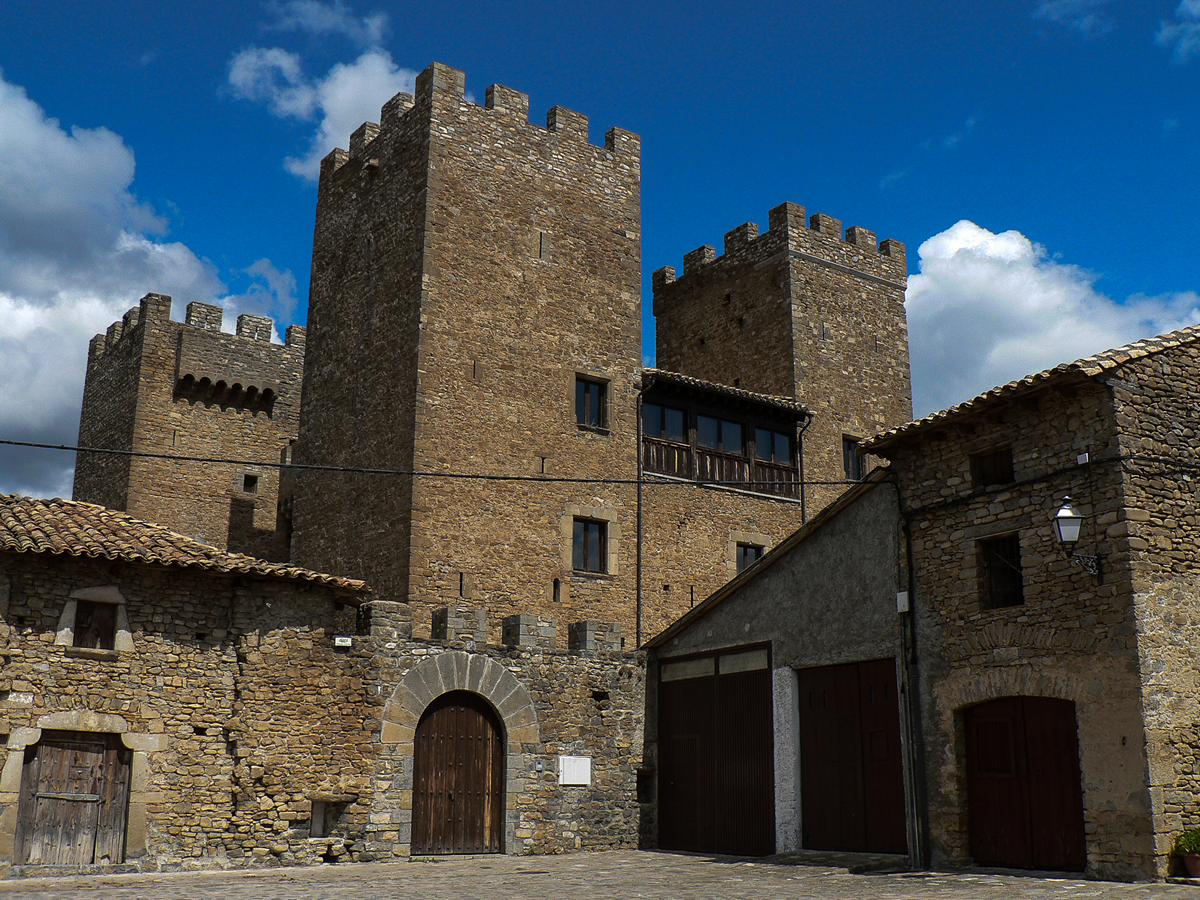
Castillo